# منتخب كوبا للكرة اللينة للسيدات
منتخب كوبا للكرة اللينة للسيدات (بالإسبانية: Selección Femenina de Sóftbol de Cuba)‏ هو ممثل كوبا الرسمي في المنافسات الدولية في كرة لينة للسيدات
.